# Championnat du Pérou de football 1997
Navigation
Saison précédente Saison suivante
La saison 1997 du Championnat du Pérou de football est la soixante-neuvième édition du championnat de première division au Pérou. La compétition regroupe les quatorze meilleures équipes du pays.
La saison se déroule en trois phases :
- Tournoi ouverture : les quatorze équipes sont regroupés au sein d'une poule unique où elles s'affrontent une seule fois. Le club en tête du classement se qualifie pour la finale nationale.
- Tournoi clôture : les quatorze équipes sont regroupés au sein d'une poule unique où elles s'affrontent une seule fois. Le club en tête du classement se qualifie pour la finale nationale, sauf s'il a déjà remporté le tournoi ouverture, auquel cas il est automatiquement sacré champion.
- Hexagonal : les clubs classés entre la 2e et la 7e place au classement cumulé participent à l'Hexagonal. Le premier obtient son billet pour la prochaine édition de la Copa Libertadores, le deuxième se qualifie pour la Copa CONMEBOL 1998.

C'est le club de l'Alianza Lima qui remporte la compétition après avoir remporté à la fois les tournois Ouverture et Clôture. C'est le 18e titre de champion du Pérou de l'histoire du club.

## Les clubs participants
| - Alianza Lima - Sport Boys - Cienciano del Cusco - Universitario de Deportes - Unión Minas - Club Centro Deportivo Municipal - Alianza Atlético | - FBC Melgar - Atlético Torino - Sporting Cristal - La Loritana - José Gálvez FBC - Promu de Segunda División - Deportivo Pesquero - Alcides Vigo - Promu de Segunda División |

## Compétition
Le barème utilisé pour établir les différents classements est le suivant :
- Victoire : 3 points
- Match nul : 1 point
- Défaite, forfait ou abandon : 0 point

### Tournoi Ouverture
| Rang | Équipe                          | Pts | J  | G | N | P | Bp | Bc | Diff |
| ---- | ------------------------------- | --- | -- | - | - | - | -- | -- | ---- |
| 1    | Alianza Lima                    | 30  | 13 | 9 | 3 | 1 | 27 | 9  | +18  |
| 2    | Sporting CristalT               | 27  | 13 | 8 | 3 | 2 | 30 | 13 | +17  |
| 3    | Universitario de Deportes       | 25  | 13 | 7 | 4 | 2 | 19 | 8  | +11  |
| 4    | Cienciano del Cusco             | 24  | 13 | 6 | 6 | 1 | 18 | 10 | +8   |
| 5    | Club Centro Deportivo Municipal | 20  | 13 | 6 | 2 | 5 | 25 | 23 | +2   |
| 6    | Sport Boys                      | 18  | 13 | 5 | 3 | 5 | 15 | 18 | -3   |
| 7    | Alianza Atlético                | 15  | 13 | 4 | 3 | 6 | 22 | 18 | +4   |
| 8    | Deportivo Pesquero              | 14  | 13 | 3 | 5 | 5 | 16 | 16 | 0    |
| 9    | FBC Melgar                      | 14  | 13 | 4 | 2 | 7 | 16 | 24 | -8   |
| 10   | Atlético Torino                 | 13  | 13 | 2 | 7 | 4 | 14 | 19 | -5   |
| 11   | Alcides VigoP                   | 12  | 13 | 3 | 3 | 7 | 13 | 18 | -5   |
| 12   | Unión Minas                     | 12  | 13 | 3 | 3 | 7 | 14 | 28 | -14  |
| 13   | José Gálvez FBCP                | 12  | 13 | 3 | 3 | 7 | 12 | 28 | -16  |
| 14   | La Loretana                     | 11  | 13 | 2 | 5 | 6 | 9  | 18 | -9   |

|  | Vainqueur du tournoi Ouverture                    |
|  | T : Tenant du titre P : Promu de Segunda División |

### Tournoi Clôture
| Rang | Équipe                          | Pts | J  | G  | N | P  | Bp | Bc | Diff |
| ---- | ------------------------------- | --- | -- | -- | - | -- | -- | -- | ---- |
| 1    | Alianza Lima                    | 32  | 13 | 10 | 2 | 1  | 33 | 7  | +26  |
| 2    | Universitario de Deportes       | 28  | 13 | 8  | 4 | 1  | 19 | 7  | +12  |
| 3    | Sporting CristalT               | 22  | 13 | 6  | 4 | 3  | 25 | 16 | +9   |
| 4    | Alianza Atlético                | 21  | 13 | 6  | 3 | 4  | 24 | 13 | +11  |
| 5    | FBC Melgar                      | 21  | 13 | 6  | 3 | 4  | 17 | 16 | +1   |
| 6    | Cienciano del Cusco             | 20  | 13 | 6  | 2 | 5  | 17 | 13 | +4   |
| 7    | Unión Minas                     | 20  | 13 | 6  | 2 | 5  | 15 | 15 | 0    |
| 8    | Club Centro Deportivo Municipal | 19  | 13 | 6  | 1 | 6  | 18 | 24 | -6   |
| 9    | Deportivo Pesquero              | 15  | 13 | 4  | 3 | 6  | 17 | 16 | +1   |
| 10   | Sport Boys                      | 15  | 13 | 3  | 6 | 4  | 13 | 15 | -2   |
| 11   | Alcides VigoP                   | 13  | 13 | 3  | 4 | 6  | 19 | 23 | -4   |
| 12   | Atlético Torino                 | 10  | 13 | 3  | 1 | 9  | 13 | 30 | -17  |
| 13   | José Gálvez FBCP                | 9   | 13 | 3  | 0 | 10 | 12 | 27 | -15  |
| 14   | La Loretana                     | 9   | 13 | 2  | 3 | 8  | 10 | 30 | -20  |

|  | Vainqueur du tournoi Clôture                      |
|  | T : Tenant du titre P : Promu de Segunda División |

### Classement cumulé
| Rang | Équipe                          | Pts | J  | G  | N | P  | Bp | Bc | Diff |
| ---- | ------------------------------- | --- | -- | -- | - | -- | -- | -- | ---- |
| 1    | Alianza Lima                    | 62  | 26 | 19 | 5 | 2  | 60 | 16 | +44  |
| 2    | Universitario de Deportes       | 53  | 26 | 15 | 8 | 3  | 49 | 15 | +34  |
| 3    | Sporting CristalT               | 49  | 26 | 14 | 7 | 5  | 55 | 29 | +26  |
| 4    | Cienciano del Cusco             | 44  | 26 | 12 | 8 | 6  | 35 | 23 | +12  |
| 5    | Club Centro Deportivo Municipal | 39  | 26 | 12 | 3 | 11 | 43 | 47 | -4   |
| 6    | Alianza Atlético                | 36  | 26 | 10 | 6 | 10 | 46 | 31 | +15  |
| 7    | FBC Melgar                      | 35  | 26 | 10 | 5 | 11 | 33 | 40 | -7   |
| 8    | Sport Boys                      | 33  | 26 | 8  | 9 | 9  | 28 | 33 | -5   |
| 9    | Unión Minas                     | 32  | 26 | 9  | 5 | 12 | 29 | 43 | -14  |
| 10   | Deportivo Pesquero              | 29  | 26 | 7  | 8 | 11 | 33 | 32 | +1   |
| 11   | Alcides VigoP                   | 25  | 26 | 6  | 7 | 13 | 32 | 41 | -9   |
| 12   | Atlético Torino                 | 23  | 26 | 5  | 8 | 13 | 27 | 49 | -22  |
| 13   | José Gálvez FBCP                | 21  | 26 | 6  | 3 | 17 | 24 | 55 | -31  |
| 14   | La Loretana                     | 20  | 26 | 4  | 8 | 14 | 19 | 48 | -29  |

|  | Qualification pour la Copa Libertadores 1998      |
|  | Qualification pour la Liguilla                    |
|  | Relégation en Segunda División                    |
|  | T : Tenant du titre P : Promu de Segunda División |

### Hexagonal
| Rang | Équipe                          | Pts | J | G | N | P | Bp | Bc | Diff |
| ---- | ------------------------------- | --- | - | - | - | - | -- | -- | ---- |
| 1    | Sporting Cristal                | 13  | 5 | 4 | 1 | 0 | 9  | 1  | +8   |
| 2    | Universitario de Deportes       | 8   | 5 | 2 | 2 | 1 | 12 | 4  | +8   |
| 3    | FBC Melgar                      | 8   | 5 | 2 | 2 | 1 | 4  | 4  | 0    |
| 4    | Cienciano del Cusco             | 6   | 5 | 2 | 0 | 3 | 8  | 10 | -2   |
| 5    | Alianza Atlético                | 5   | 5 | 1 | 2 | 2 | 8  | 11 | -3   |
| 6    | Club Centro Deportivo Municipal | 1   | 5 | 0 | 1 | 4 | 5  | 16 | -11  |

|  | Qualification pour la Copa Libertadores 1998 |
|  | Qualification pour la Copa CONMEBOL 1998     |

## Bilan de la saison
| Championnat du Pérou de football 1997 |                          |
| Champion                              | Alianza Lima (18e titre) |
| Qualifications continentales          |                          |
| Copa Libertadores 1998                | Alianza Lima             |
| Copa Libertadores 1998                | Sporting Cristal         |
| Copa CONMEBOL 1998                    | FBC Melgar               |
| Promotions et relégations             |                          |
| Promus en Primera División            | Lawn Tennis FC           |
| Promus en Primera División            | Juan Aurich              |
| Relégués en Segunda División          | Alcides Vigo             |
| Relégués en Segunda División          | Atlético Torino          |
| Relégués en Segunda División          | José Gálvez FBC          |
| Relégués en Segunda División          | La Loretana              |